# Lycoming Engines
La Lycoming Engines (o semplicemente Lycoming) è una azienda statunitense produttrice di motori aeronautici, conosciuta principalmente per i suoi motori aeronautici per aviazione generale. La sede è a Williamsport (Pennsylvania), Lycoming produce una linea di motorizzazioni aeronautiche a pistone tra i quali l'unico certificato FAA per usi acrobatici e elicotteristici. L'azienda ha costruito più di 325.000 motori a pistone più della metà dei velivoli di aviazione generale del mondo, sia aerei che elicotteri. Per la maggior parte della sua storia, Lycoming è stata parte del gruppo AVCO come AVCO Lycoming. Nel 1987 AVCO fu acquisita da Textron e l'azienda è divenuta Textron Lycoming. Nel 2002 l'azienda ha cambiato nome, assumendo quello attuale di Lycoming Engines.

## Storia

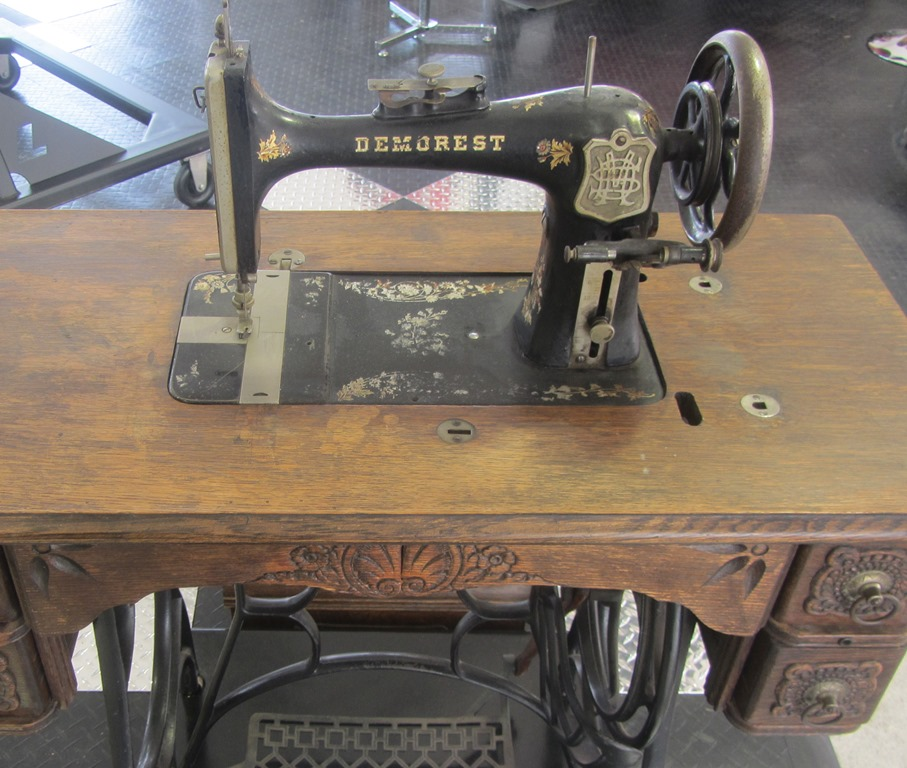
Demorest Manufacturing Company Machine

Le origini dell'azienda risalgono al 1845 con la società di macchine da cucire di "Madame Ellen Curtis Demorest". Le origini sono peraltro poco chiare: la biografa Ishbel Ross scrive che il matrimonio tra Ellen Louise Curtis e William Jennings Demorest fu celebrato nel 1858, un poco più tardi della fondazione della società. A New York, tra il 1860 e il 1887, Demorest pubblica riviste di moda e pubblicità della Demorest Fashion and Sewing-Machine Company (Demorest Manufacturing Company) che produce la "Madame Demorest" e la "Bartlett & Demorest". Durante questo periodo Ellen Demorest brevetta diversi accessori di moda, mentre il marito brevetta innovazioni per le macchine da cucire e apparati per la vulcanizzazione della gomma.

### Macchine da cucire, biciclette e moda
Attorno al 1883, Gerrit S. Scofield & Frank M. Scofield, agenti pubblicitari di New York, comprarono la Demorest, tranne il giornale di moda, e costruirono la fabbrica di Williamsport (Pennsylvania - Contea di Lycoming). Cittadini investirono US$100, 000 nella nuova società che occupava 250 persone. La fabbrica produceva 50-60 macchine da cucire al giorno, al prezzo di 19.50 US$ e 55.00 US$.
La diversificazione inizia nel 1891 con lo sviluppo della "New York Bicycle" di S. H. Ellis, impiegato della società, Agli inizi del '900 la fabbrica produceva macchine da cucire, biciclette, macchine da scrivere, sedie e altro.

### Motori
Nel 1907 l'azienda venne venduta e ristrutturata con il nome Lycoming Foundry and Machine Company, spostando l'attività verso la produzione di motori per automobili. Nel 1910 fornì il primo motore alla casa automobilistica Velie. . Dal 1920, Lycoming produsse 60.000 motori per anno, con 2.000 dipendenti. Lo stesso anno venne creato lo stabilimento di fonderia a Williamsport. Nel 1927 venne rilevata da Errett Lobban Cord che utilizzò la produzione di motori automobilistici per le vetture Auburn e Cord. Tra i motori prodotti per Cord vi fu il L-head straight-eight engine da 298.5 cu. in. di cilindrata da 125HP, usato sulla Cord L-29. Lycoming produsse anche il motore per la Duesenberg J, con potenza di 265 HP, oltre sei volte quella di un motore di una Model A Ford. Una versione con compressore, montata sulle Duesenberg SJ e SSJ, sviluppava 325 HP.
Nel 1929 realizzò il suo primo motore aeronautico, il radiale 9 cilindri R-680, il primo di successo usato dal Cord Travel Air.
Negli 1953 iniziò la produzione del Lycoming T53, un modello di turboalbero che trovò largo utilizzo su velivoli ed elicotteri americani.